# Joel Corry
Joel Corry (* 10. června 1989) je anglický DJ, producent, fitness trenér a známá televizní osobnost. Do povědomí veřejnosti se dostal v roce 2019 po vydání singlu „Sorry“, kde hostovala Hayley May. Tato skladba později, po hostování v TV seriálu na ITV2, vyšplhala na šesté místo v UK Singles Chart.
V roce 2020 vydal Corry singly „Lonely“ a „Head & Heart“. Druhý jmenovaný singl, ve kterém hostuje MNEK, dosáhl prvního místa UK Singles Chart a to na šest týdnů.

## Kariéra
Corry účinkoval v sérii Geordie Shore na MTV po boku své tehdejší přítelkyně Sophie Kasaei. Joel založil také aplikaci nazvanou Joel Corry PT and založil společnost s cvičebním a volnočasovým oblečením „Most Rated“, což je zároveň také název jeho vlastní nahrávací značky.
V roce 2015 vydal debutové singly „Back Again“ a „Light It Up“. V roce 2017 vydal další skladby pod názvy „Just Wanna“, „All the Things“, „All Night“, „Sunlight“ a „Feel This Way“ a v roce 2018 následovaly další.
V dubnu 2019 vydal singl „Sorry“; kde zpívala vokály Hayley May. V červnu 2019 tato skladba prolomila rekord za nejvíc sledovaný track na Shazamu za den a to konkrétně s 41,000 „Shazamy“. Nejlepší pozice v UK Singles Chart byla šestá.
V červnu 2020 Corry dosáhl svého prvního singlu umístěného na prvním místě a to nejen v Anglii, ale i dalších zemích po světě a to se skladbou „Head & Heart“ vytvořenou ve spolupráci s MNEKem.